# Сапоненко, Иван Фёдорович
Иван Фёдорович Сапоненко (1918-1945) — лейтенант Рабоче-крестьянской Красной Армии, участник Великой Отечественной войны, Герой Советского Союза (1945).

## Биография
Иван Сапоненко родился в 1918 году в селе Гусавка (ныне — Менский район Черниговской области Украины). После окончания семи классов школы работал продавцом. В 1940 году Сапоненко был призван на службу в Рабоче-крестьянскую Красную Армию. В 1942 году он окончил Чкаловское кавалерийское училище и был направлен на фронт Великой Отечественной войны.
К январю 1945 года гвардии лейтенант Иван Сапоненко командовал взводом противотанковых ружей 337-го гвардейского стрелкового полка 121-й гвардейской стрелковой дивизии 13-й армии 1-го Украинского фронта. Отличился во время боёв в Германии. 26 января 1945 года Сапоненко в критический момент боя заменил собой выбывшего из строя командира роты и организовал её переправу через Одер в районе Кёбена и боёв за населённый пункт Эльшен (ныне Olszany, гмина Рудна, Любинский повят, Нижнесилезское воеводство, Польша). 28 января 1945 года в бою за населённый пункт Альт Раудтен (ныне Stara Rudna, гмина Рудна, Любинский повят, Нижнесилезское воеводство, Польша) взвод Сапоненко отразил четыре немецкие контратаки, а затем Сапоненко сам поднял его в атаку, отбросив противника. В том бою он погиб. Похоронен в польском городе Рудна.
Указом Президиума Верховного Совета СССР от 10 апреля 1945 года за «мужество и героизм, проявленные при форсировании Одера и удержании плацдарма на его западном берегу» гвардии лейтенант Иван Сапоненко посмертно был удостоен высокого звания Героя Советского Союза. Также был награждён орденами Ленина и Красной Звезды.